# У холмов есть глаза (франшиза)
«У холмов есть глаза» (англ. The Hills Have Eyes) — американская серия фильмов ужасов, состоящая из дилогии оригинальных фильмов и дилогии ремейков, а также из графического романа и сопутствующих товаров.  
В центре сюжета всех фильмов находятся разные группы людей, которые, по воле судьбы, сталкиваются с группой уродливых мутантов-каннибалов и вынуждены бороться и спасаться от них.
Серия главным образом известна как одна из самых первых работ знаменитого режиссёра и сценариста Уэса Крэйвена, который чуть позже станет известен как автор других популярных франшиз фильмов ужасов - «Кошмара на улице Вязов» и «Крика».
Первый фильм был выпущен на киноэкраны в 1977 году и обрёл культовый статус. В 1984 году было выпущен сиквел. В 2006 году серия была перезагружена с выходом ремейка оригинального фильма. Через год, в 2007 году, был выпущен сиквел ремейка.

## Фильмы
| Фильм                 | Дата выхода        | Режиссёр           | Сценарист                       | Продюсер                                  |
| Оригинальная серия    | Оригинальная серия | Оригинальная серия | Оригинальная серия              | Оригинальная серия                        |
| --------------------- | ------------------ | ------------------ | ------------------------------- | ----------------------------------------- |
| У холмов есть глаза   | 22 июня 1977       | Уэс Крэйвен        | Уэс Крэйвен                     | Питер Лок                                 |
| У холмов есть глаза 2 | 2 августа 1984     | Уэс Крэйвен        | Уэс Крэйвен                     | Питер Лок, Барри Кан, Джонатан Дебин      |
| Перезагруженная серия |                    |                    |                                 |                                           |
| У холмов есть глаза   | 10 марта 2006      | Александр Ажа      | Александр Ажа, Грегори Левассёр | Уэс Крэйвен, Марианн Маддалена, Питер Лок |
| У холмов есть глаза 2 | 23 марта 2007      | Мартин Вайз        | Уэс Крэйвен, Джонатан Крэйвен   | Уэс Крэйвен, Марианн Маддалена, Питер Лок |

### «У холмов есть глаза» (1977)
По сюжету фильма небольшая американская семья отправляется в путешествие в своём трейлере. Хозяин местной автозаправки, Фред, советует им держаться главной дороги. Но герои игнорируют предупреждение Фреда и сворачивают с главной дороги. Они попадают в автомобильную аварию, после чего на них открывает охоту семья мутантов-каннибалов во главе с самым жестоким мутантом - Юпитером. Семья должна одолеть мутантов и сбежать от них.
Критики неплохо оценили фильм. На сайте-агрегаторе Rotten Tomatoes первый фильм имеет 67% одобрения. В прокате фильм показал себя отлично (при бюджете в 350 тыс.-700 тыс. $ фильм смог собрать 25 мл. $).

### «У холмов есть глаза 2» (1984)
Сюжет вращается вокруг группы молодых мотоциклистов, которые спешат на соревнования. Они сильно опаздывают и решают срезать путь через холмистую пустыню. У героев заканчивается бензин, но это не единственная их проблема. По совпадению в этой же пустыне проживает семья каннибалов, и они не упустят возможности полакомиться свежим мясом.
В отличие от первого фильма, вторая часть была просто разгромлена критиками и имеет худшие оценки во всей серии - 0% одобрения. Также, в отличие от предшественника, продолжение было выпущено сразу на видео и на DVD, что делает его самым наименее прибыльным фильмом во всей серии.

### «У холмов есть глаза» (2006)
Сюжет картины почти полностью повторяет сюжет первого фильма, т.к. является его ремейком.
Уэс Крэйвен, создатель первых 2-х фильмов серии, загорелся идеей о перезапуске франшизы после того, как увидел успехи ремейков других легендарных франшиз фильмов ужасов - «Техасская Резня Бензопилой» (2003) и «Ужас Амитивилля» (2005).
Критики оценили третий фильм гораздо лучше, чем предыдущий, но и не так хорошо, как первый - 3 часть имеет 52% одобрения. Также фильм добился кассового успеха (при бюджете в 15 мл. $ фильм собрал 70 мл. $).

### «У холмов есть глаза 2» (2007)
По сюжету, после событий третьей части семья каннибалов стала известна на всю страну, и, дабы изничтожить оставшихся мутантов, министерство обороны США направляет целую армию на место жительства каннибалов. Но вскоре становится понятно, что уничтожить каннибалов не так-то просто.

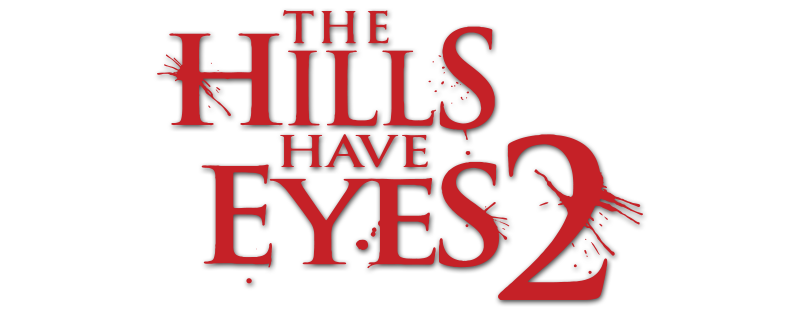
Логотип четвёртого фильма

Несмотря на то, что четвёртая часть продолжает сюжетную линию третьего фильма, она не является ремейком второго фильма и рассказывает оригинальную историю.
Критики оценили четвёртый фильм гораздо хуже, чем предыдущий - он имеет лишь 12% одобрения. В прокате картина показала себя довольно неплохо (при бюджете в 15 мл. $ фильм собрал 37 мл. $).

## Кассовые сборы
| Фильм                 | Дата выхода    | Сборы                   | Сборы                   | Сборы                    | Бюджет                  |
| Фильм                 | Дата выхода    | Сев. Америка            | Другие страны           | Все страны               | Бюджет                  |
| --------------------- | -------------- | ----------------------- | ----------------------- | ------------------------ | ----------------------- |
| У холмов есть глаза   | июнь 22, 1977  | $25 000 000 мл.         | -                       | -                        | $350 000-700 000 тыс.   |
| У холмов есть глаза 2 | август 2, 1984 | -                       | -                       | -                        | $700 000 тыс.           |
| У холмов есть глаза   | март 10, 2006  | $41 778 863 мл.         | $28 230 445 мл.         | $70 009 308 мл.          | $15 000 000 мл.         |
| У холмов есть глаза 2 | март 23, 2007  | $20 804 166 мл.         | $16 893 607 мл.         | $37 697 773 мл.          | $15 000 000 мл.         |
| Итог                  | Итог           | 87 583 029 долларов США | 45 124 052 долларов США | 132 707 081 долларов США | 31 000 000 долларов США |

## Отзывы
| Фильм                 | Rotten Tomatoes    | Metacritic        |
| --------------------- | ------------------ | ----------------- |
| У холмов есть глаза   | 67% (27 рецензий)  | N/A               |
| У холмов есть глаза 2 | 0% (7 рецензий)    | N/A               |
| У холмов есть глаза   | 52% (140 рецензий) | 52% (28 рецензий) |
| У холмов есть глаза 2 | 12% (68 рецензий)  | 32% (18 рецензий) |

## Актёры и персонажи
В таблице перечислены персонажи, появляющиеся в фильмах франшизы «У холмов есть глаза».
| Персонаж             | Фильмы              | Фильмы                | Фильмы                | Фильмы                |
| Персонаж             | Оригинальная серия  | Оригинальная серия    | Перезагруженная серия | Перезагруженная серия |
| Персонаж             | У холмов есть глаза | У холмов есть глаза 2 | У холмов есть глаза   | У холмов есть глаза 2 |
| Персонаж             | 1977                | 1984                  | 2006                  | 2007                  |
| Люди                 | Люди                | Люди                  | Люди                  | Люди                  |
| -------------------- | ------------------- | --------------------- | --------------------- | --------------------- |
| Даг Вуд              | Мартин Спир         | Упоминается           | Аарон Стэнфорд        | Упоминается           |
| Бренда Картер        | Сьюзан Ланье        | Сьюзан ЛаньеA         | Эмили де Рэвин        | Упоминается           |
| Бобби Картер         | Роберт Хьюстон      | Роберт Хьюстон        | Дэн Берд              | Упоминается           |
| Линн Вуд             | Ди Уоллес           | Упоминается           | Винесса Шоу           | Упоминается           |
| Этель Катер          | Вирджиния Винсент   | Вирджиния ВинсентA    | Кэтлин Куинлан        | Упоминается           |
| «Большой Боб» Картер | Расс Грив           | Упоминается           | Тед Левайн            | Упоминается           |
| Кэти Вуд             | Бренда Маринофф     | Упоминается           | Мэйси Камиллери       | Упоминается           |
| Руби                 | Янус Блайт          | Янус Блайт            | Лаура Ортис           |                       |
| Фред                 | Джон Стэдмен        |                       | Том Бауэр             |                       |
| Зверь                | Появляется          | Появляется            | Появляется            | Упоминается           |
| Красавица            | Появляется          |                       | Появляется            | Упоминается           |
| Мутанты              |                     |                       |                       |                       |
| Плутон               | Майкл Берриман      | Майкл Берриман        | Майкл Бейли Смит      |                       |
| Папа Юпитер          | Джеймс Витуорт      | Джеймс ВитуортA       | Билли Драго           |                       |
| Меркурий             | Питер Лок           |                       | Адам Перрелл          |                       |
| Большая Мама         | Корди Кларк         |                       | Ивана Турчетто        |                       |
| Жнец                 |                     | Джон Блум             |                       |                       |
| Папа Хэйдс           |                     |                       |                       | Майкл Бейли Смит      |
| Хамелеон             |                     |                       |                       | Дерек Мирс            |
| Гензель              |                     |                       |                       | Дэвид Рейнольдс       |
| Стаббер              |                     |                       |                       | Тирелл Кэмло          |

## Комиксы

Обложка комикса

В честь выхода четвёртого фильма по мотивам франшизы был выпущен графический роман под названием «У холмов есть глаза: Начало». Комикс рассказывает о предыстории каннибалов и о том, как они стали уродливыми мутантами. Комикс был выпущен в 2007 году издательством Fox Atomic Comics. Авторами комикса стали комиксисты Джимми Пальмиотти и Джастин Грей, а художником стал Джон Хиггинс.